# Сигурност на мобилните телефони
Сигурността на мобилните телефони или сигурността на мобилните устройства става все по-важна за компютъризираните мобилни устройства. Тя се отнася до сигурността на персоналната информация, складирана на смартфоните. Обикновено жертва на пропуски в сигурността на мобилните телефони са филмови и музикални звезди, чиито телефони биват хаквани, а от там и съответно регистрациите им в различни сайтове, както и информацията, която подлежи на обмен и комуникация между телефона и онлайн сървъри или персонален компютър, и т.н.
|  | Тази страница частично или изцяло представлява превод на страницата Mobile security в Уикипедия на английски. Оригиналният текст, както и този превод, са защитени от Лиценза „Криейтив Комънс – Признание – Споделяне на споделеното“, а за съдържание, създадено преди юни 2009 година – от Лиценза за свободна документация на ГНУ. Прегледайте историята на редакциите на оригиналната страница, както и на преводната страница, за да видите списъка на съавторите. ВАЖНО: Този шаблон се отнася единствено до авторските права върху съдържанието на статията. Добавянето му не отменя изискването да се посочват конкретни източници на твърденията, които да бъдат благонадеждни. |